# Hipoteza kontrakcji
Teoria kontrakcji (teoria kurczącej się Ziemi) powstała w XIX wieku (Léonce Élie de Beaumont, Eduard Suess, A. Heim). Tłumaczyła wszelkie deformacje skorupy ziemskiej kurczeniem się Ziemi w trakcie jej ochładzania. W wyniku tego procesu i zapadania się części powierzchni powstają geosynkliny, które później są zgniatane przez sztywniejsze obszary – kry kontynentalne. W ten sposób powstają pasma fałdowe. Dominującym stanem w skorupie ziemskiej według tej teorii jest kompresja, czyli zgniatanie.
Teoria ta została zarzucona. Pewne jej elementy można jednak zastosować do Merkurego, gdzie rzeczywiście obserwujemy efekty termicznego kurczenia się wnętrza planety.